# Parque nacional de Kalevalsky
El parque nacional de Kalevalsky (en ruso: Калевальский национальный парк) es un parque nacional de Rusia que cubre uno de los últimos pinares boreales vírgenes de Europa. Está situado en la frontera entre Rusia y Finlandia, aproximadamente en el punto medio de sur a norte. El parque está ubicado en la República de Carelia, a 30 kilómetros al norte de la ciudad de Kostomuksha.
El Kalevala, un poema épico del folclore oral finlandés y carelio, se extrajo de esta región. Los pueblos tradicionales de la zona incluye a los samis y los carelios.

## Topografía
El territorio del parque se encuentra al sureste del Escudo Báltico, que contiene las rocas más antiguas de Europa (granitos cristalinos precámbricos de 3000 millones de años, gneises y similares), cubiertas por una capa muy joven (20-30 metros) de depósitos glaciares. Durante la reciente glaciación del Pleistoceno, pesados mantos de hielo continentales barrieron y deprimieron la región, dejando al derretirse un paisaje llano de lagos y ríos. La parte occidental del parque es, principalmente, un bosque plano (y generalmente anegado), mientras que la parte oriental tiene más colinas y crestas; la altitud en el parque oscila entre los 105 metros y los 278 metros. Debido al valioso perfil mineral, la minería es la principal industria de la zona, siendo también importante la industria madedera.
El parque registra 250 arroyos y 400 lagos. Solo alrededor 100 de los lagos tienen un área mayor a 10 hectáreas. La cubierta del parque es 85 % bosque, 9 % pantano y 6 % lagos y ríos. Los sistemas de humedales son complejos, y la turba subyace en gran parte del territorio, alcanzando en algunas partes una profundidad en algunas turberas de 6 metros. Los bosques son en su mayoría de pinos, con aproximadamente un 10 % de abetos, y algunos pequeños rodales de abedules y álamos temblones en los sitios antiguamente ocupados por granjas.

Fronteras del Parque Nacional Kalevalsky (verde), frontera finlandesa (púrpura)

## Clima y ecorregión
El clima de Kalevalsky es un clima subártico, sin estación seca (clasificación climática de Köppen Clima subártico (Dfc)). Este clima se caracteriza por veranos templados (solo 1 a 3 meses por encima de los 10 °C (50,0 °F)) e inviernos fríos y nevados (el mes más frío por debajo de -3 °C (26,6 °F)). El número de días con cobertura de nieve es de 170-180; el número de días sin heladas es de 80 a 95 días.
La ecorregión terrestre de Kalevansky es la taiga escandinava y rusa (WWF ID#608), una ecoregión caracterizada por la taiga de bosques de coníferas. La ecorregión de agua dulce está clasificada como «Drenajes del Mar de Barents» (FEOW ID#407), caracterizada por especies migratorias, bajos niveles de endemismo y un alto número de especies introducidas por el hombre. FEOW señala que «La fauna de peces está formada por especies inmigrantes de origen atlántico y siberiano con solo un conjunto débil de especies primarias europeas de agua dulce; por lo tanto, una naturaleza 'mixta' de la fauna de peces es su principal característica distintiva».

## Flora y fauna
La flora y la fauna son típicas de la taiga del norte. En los límites del parque se pueden encontrar 333 especies de plantas vasculares, 160 especies de musgos y 167 líquenes.
El parque es el hogar de 37 especies de mamíferos. Hay muchas ardillas comunes (Sciurus vulgaris), martas (Martes martes), glotones (Gulo gulo), osos pardos (Ursus arctos) y renos de la tundra (Rangifer tarandus), así como otras especies tan emblemáticas comoː el lince euroasiático (Lynx lynx), el lobo gris (Canis lupus), el visón americano (Mustela vison) y el castor canadiense (Castor canadensis).
El parque está habitado por 143 especies de aves, incluidas 127 que anidan. Entre otros: el urogallo común (Tetrao urogallus), el grévol común (Tetrastes bonasia), el gallo lira común (Lyrurus tetrix), el colimbo ártico (Gavia arctica), el cisne cantor (Cygnus cygnus), el ganso campestre (Anser fabalis ), la gaviota sombría (Larus fuscus), el águila pescadora común (Pandion haliaetus), el pigargo europeo (Haliaeetus albicilla) y el milano negro (Milvus migrans). Las zonas pantanosas están habitadas por 12 especies de aves, incluido, grulla común (Grus grus), lagópodo común (Lagopus lagopus) y chorlito dorado europeo (Pluvialis apricaria).
Los peces que se pueden encontrar en el parque, incluye: Coregonus lavaretus, Coregonus albula, Salmo trutta fario, tímalo común (Thymallus thymallus), lucio común (Esox lucius) y perca común (Perca fluviatilis).